# Équipe d'Angleterre de rugby à XV à la Coupe du monde 1991
L'Équipe d'Angleterre de rugby à XV à la Coupe du monde 1991 dispute la finale où elle est battue par l'équipe d'Australie 12 à 6.

## Liste des joueurs
Les joueurs suivants ont joué pendant cette coupe du monde 1991.

### Première ligne
- Jason Leonard (6 matchs, 6 comme titulaire)
- Brian Moore (5 matchs, 5 comme titulaire)
- John Olver (1 match, 1 comme titulaire)
- Gary Pearce (1 match, 1 comme titulaire)
- Jeff Probyn (5 matchs, 5 comme titulaire)
- Paul Rendall (1 match, 0 comme titulaire)

### Deuxième ligne
- Paul Ackford (5 matchs, 5 comme titulaire)
- Wade Dooley (5 matchs, 5 comme titulaire)
- Nigel Redman (2 matchs, 2 comme titulaire)

### Troisième ligne
- Gary Rees (1 match, 1 comme titulaire)
- Dean Richards (3 matchs, 3 comme titulaire)
- Mickey Skinner (4 matchs, 4 comme titulaire)
- Mike Teague (5 matchs, 5 comme titulaire)
- Peter Winterbottom (5 matchs, 5 comme titulaire)

### Demi de mêlée
- Richard Hill (6 matchs, 6 comme titulaire)

### Demi d’ouverture
- Rob Andrew (6 matchs, 6 comme titulaire)

### Trois-quarts centre
- Will Carling (6 matchs, 6 comme titulaire) (capitaine)
- Jeremy Guscott (5 matchs, 5 comme titulaire)

### Trois-quarts aile
- Simon Halliday (3 matchs, 3 comme titulaire)
- Nigel Heslop (2 matchs, 2 comme titulaire)
- Chris Oti (2 matchs, 2 comme titulaire)
- Rory Underwood (6 matchs, 6 comme titulaire)

### Arrière
- Simon Hodgkinson (1 match, 1 comme titulaire)
- Jonathan Webb (5 matchs, 5 comme titulaire)

## Statistiques

### Meilleurs réalisateurs
- Jonathan Webb 56 points
- Simon Hodgkinson 17 points
- Rory Underwood 16 points

### Meilleurs réalisateurs d'essais
- Rory Underwood 4 essais
- Will Carling, Jeremy Guscott 2 essais